# Luciano Odorisio
Luciano Odorisio (Chieti, 7 marzo 1942) è un regista e sceneggiatore italiano.

## Biografia
Luciano Odorisio nasce a Chieti. Giovanissimo, parte per Roma, dove si forma professionalmente. Ghostwriter per diversi sceneggiatori e aiuto-regista di Paolo e Vittorio Taviani, Folco Lulli, Maurizio Ponzi, Marco Ferreri, Francesco Maselli, Silverio Blasi e altri.
Nel 1961 per il film Scano boa, diretto da Renato Dall' Ara fu aiuto regista.
Negli anni sessanta interpreta vari film come attore, tra cui si ricordano un ruolo in un western di Enzo G. Castellari Vado... l'ammazzo e torno e un altro western, Uccideva a freddo di Guido Celano, regista-attore, originario abruzzese anche lui, con il quale instaura un sodalizio professionale e umano tanto da volerlo poi come attore nei suoi primi film: Educatore autorizzato, Sciopèn e Via Paradiso.
Dopo il film d'esordio Educatore autorizzato (1980), che vince il premio Rizzoli come "migliore opera prima 1980" e un riconoscimento al Festival du Cinema Italien a Nizza, dirige Sciopèn (1982), con Michele Placido, film che ottiene un discreto successo all'estero e il Leone d'oro alla Mostra del cinema di Venezia come "migliore opera prima o seconda". Il film segna l'esordio sul grande schermo di Giuliana De Sio e Anna Bonaiuto.
Seguono poi Magic Moments, con Stefania Sandrelli, che vede il debutto di Sergio Castellitto, e La monaca di Monza, che ricostruisce la storia di suor Virginia de Leyva.
Ritrae di nuovo l'ambiente di provincia nel film Via Paradiso (1988), con Michele Placido e Ángela Molina.
Su invito di Age, col quale scrive Tais, la puttana santa, insegna sceneggiatura in una scuola di cinema dove insegnano lo stesso Age e Vincenzo Cerami.
Odorisio sperimenta generi diversi, scrivendo le sceneggiature di quasi tutte le sue opere, fra gli altri la black comedy Ne parliamo lunedì, con Elena Sofia Ricci, che con questo film vince il David di Donatello come migliore attrice protagonista.
La miniserie per Rai Uno, Una famiglia in giallo, resta invece compiuta a solo due puntate a causa della scomparsa durante la lavorazione del protagonista Ugo Tognazzi.
Una breve incursione anche nel teatro: nel 1992 scrive e dirige Monolocale, con Gigi e Andrea e Gea Lionello, per la produzione di Maurizio Costanzo.
Nel 1997 realizza una trasposizione televisiva di Uno sguardo dal ponte di Arthur Miller. Poi si dedica al thriller, con la ricostruzione di un sanguinoso fatto di cronaca accaduto a Caserta negli anni settanta con il film Senza movente (1999).
Nel 2004 dirige Guardiani delle nuvole, tratto dal romanzo di Angelo Cannavacciuolo, film che vince il Cairo International Film Festival.
Successivamente si dedica alla regia televisiva con la fiction Mio figlio (2005), con Lando Buzzanca, che cinque anni dopo genera il seguito Io e mio figlio - Nuove storie per il commissario Vivaldi; mentre nel 2008 con le fiction per Canale 5 Io non dimentico e Il sangue e la rosa.
Sempre per il piccolo schermo, nel 2013 scrive soggetto e sceneggiatura di Casa e bottega, una fiction in due puntate diretta da Luca Ribuoli, con Renato Pozzetto protagonista, e dirige Pupetta - Il coraggio e la passione, una miniserie di quattro puntate.
Nel 2018 pubblica il suo primo libro con la casa editrice Il Viandante, dal titolo Non invecchieremo mai, una raccolta di nove racconti.

## Filmografia

### Regista

#### Cinema
- L'educatore autorizzato (1980)
- Sciopèn (1982)
- Magic Moments (1984)
- Sabatoventiquattromarzo – documentario (1984)
- La monaca di Monza (1987)
- Via Paradiso (1988)
- Ne parliamo lunedì (1989)
- Senza movente (1999)
- Guardiani delle nuvole (2004)

#### Televisione
- Una famiglia in giallo – miniserie TV (1991)
- Corpi speciali – film TV (1993)
- Uno sguardo dal ponte – film TV (1997)
- I ragazzi di San Miniato – film TV (2002)
- Mio figlio – miniserie TV (2005)
- Io non dimentico – film TV (2008)
- Il sangue e la rosa – miniserie TV (2008)
- Io e mio figlio - Nuove storie per il commissario Vivaldi – serie TV, 6 episodi (2010)
- Pupetta - Il coraggio e la passione – miniserie TV (2013)

### Attore
- Uccideva a freddo, regia di Guido Celano (1967)
- Mercanti di vergini, regia di Renato Dall'Ara (1969)
- Il seme dell'uomo, regia di Marco Ferreri (1969) - non accreditato

## Teatro
- Monolocale (1992)

## Riconoscimenti
- 1980: Premio Rizzoli come “Migliore opera prima” per Educatore autorizzato
- 1982: Mostra internazionale d'arte cinematografica – Leone d'oro "Miglior opera prima o seconda" per Sciopèn
- 1982: Festival internazionale del cinema di San Sebastián – Primo premio come “Miglior film dell'anno” Sciopèn
- 1982: Globo d'oro al miglior film per Sciopèn
- 2004: Cairo International Film Festival – Piramide d'oro come “Miglior film dell'anno” per Guardiani delle nuvole
- 2015: Ordine della Minerva
- 2019: Premio Penne come miglior libro nella sezione "Scrittori dal cinema" per "Non invecchieremo mai"

## Pubblicazioni
- Non invecchieremo mai, raccolta di nove racconti, edizioni Il Viandante, 2018